# Rynek finansowy
Rynek finansowy – miejsce zorganizowane w sensie instytucjonalnym, w którym spotyka się popyt na kapitał (środki pieniężne) z jego podażą. Służy do transformacji wolnych środków pieniężnych w inne formy majątkowe (materialne, niematerialne), za pośrednictwem instrumentów finansowych.
Uczestnikami rynku finansowego są z jednej strony podmioty potrzebujące kapitału, kreujące popyt, natomiast z drugiej strony – podmioty dysponujące nadwyżkami finansowymi, tworzące podaż kapitału. Dzięki temu zwiększa się efektywność wykorzystania zasobów w gospodarce. Inwestorzy mają możliwość osiągania pożytków z posiadanych oszczędności i ograniczania ryzyka poprzez dywersyfikację portfela aktywów.
Na współczesnym rynku finansowym istnieje wiele instrumentów finansowych, co m.in. pozwala przedsiębiorcom na zbudowanie optymalnej struktury finansowania, a inwestorom lokować wolne środki przy dowolnym poziomie ryzyka. Jeżeli na rynkach finansowych dochodzi do zawierania transakcji oznacza to, że spotykają się tutaj dwie rynkowe siły – popyt i podaż. Z jednej strony popyt kreują podmioty potrzebujące kapitału, natomiast podaż reprezentują instytucje, które dysponują nadwyżkami finansowymi.

## Funkcje rynku finansowego
Rynek finansowy spełnia następujące funkcje:
- mobilizacja kapitału – następuje transformacja oszczędności w inwestycje – podejmujący decyzję o rezygnacji z bieżącej konsumpcji na rzecz inwestycji mają szansę na zysk stanowiący nagrodę za obecne wyrzeczenia i podjęcie ryzyka;
- alokacja kapitału – przepływ środków finansowych następuje tam, gdzie mogą być najbardziej potrzebne; zyskują na tym te sektory gospodarki lub podmioty, które zapewniają najbardziej efektywne wykorzystanie kapitału;
- obrót pieniężny – instytucje rynku finansowego i instrumenty finansowe umożliwiają bezpieczny, sprawny i tani przepływ kapitału pomiędzy różnymi miejscami;
- wycena kapitału i ryzyka – inwestycje finansowe wiążą się z ryzykiem, które wynika z niepewności efektów inwestycji; rynek finansowy, na którym istnieje wiele możliwości inwestycyjnych sprzyja obiektywnej ocenie efektów inwestycji i związanego z nią ryzyka;
- barometr koniunktury – sytuacja na rynku finansowym jest pochodną ogólnej sytuacji w gospodarce i finansach publicznych; może też dawać sygnały wyprzedzające o zmianach koniunktury.

## Instrumenty rynku finansowego
Instrument finansowy jest umową, która reguluje wzajemne relacje finansowe pomiędzy stronami, w jakich one pozostają od chwili zawarcia tej umowy. Do instrumentów finansowych zalicza się m.in.:
- papiery wartościowe,

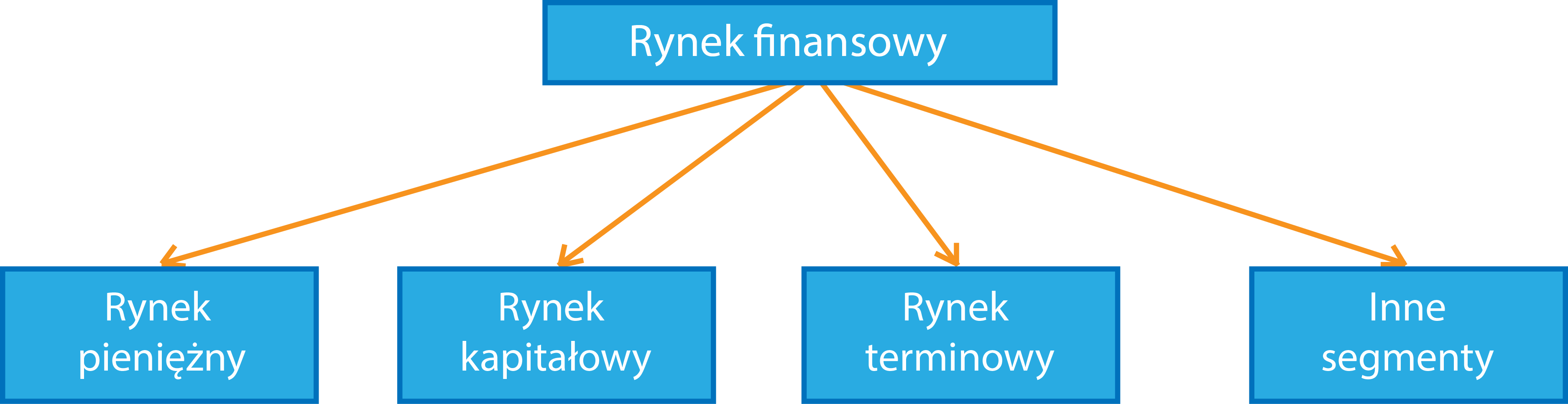
Segmenty rynku finansowego

- jednostki uczestnictwa w funduszach inwestycyjnych otwartych,
- instrumenty rynku pieniężnego,
- instrumenty pochodne,
- kontrakty na różnicę.

## Segmenty rynku finansowego
Współczesny rynek finansowy składa się z następujących segmentów: rynek pieniężny, rynek kapitałowy, rynek walutowy, rynek terminowy i rynek depozytowo-kredytowy. Każdy z tych segmentów odgrywa inną rolę w zaspokajaniu potrzeb uczestników rynku finansowego.